# Don't Let Me Down (The Beatles)
Don't Let Me Down è un brano musicale dei Beatles composto da John Lennon (accreditato a Lennon-McCartney), pubblicato nel 1969 come Lato B del singolo contenente Get Back sul Lato A.

I Beatles mentre eseguono Don't Let Me Down sul tetto della Apple

## Storia
Il brano fu registrato durante le sessioni di prova per il progetto multimediale denominato, inizialmente Get Back e poi abbandonato incompiuto, anche se poi, sorprendentemente, Phil Spector, il produttore a cui fu affidato il compito di ripescare i nastri per riassemblarli, non inserì la canzone nell'album che vedrà le stampe con il titolo di Let It Be.
Venne suonata dal vivo sul tetto della Apple Corps il giorno 30 gennaio del 1969.

## Versioni
Multiple versioni di Don't Let Me Down furono registrate durante le tumultuose sessioni di registrazione del progetto Get Back (Let It Be).
- La versione registrata il 28 gennaio 1969 fu distribuita come Lato B assieme a Get Back, registrata anch'essa lo stesso giorno.[2]
- Nel 1970 la versione Lato B fu inclusa nella compilation Hey Jude distribuita inizialmente in USA.
- Nel 1988, la versione Lato B apparve nella colonna sonora del documentario, Imagine: John Lennon.

## Cover
- 1969, Dillard & Clark sull'album Through the Morning, Through the Night.
- 1969, Marcia Griffiths in versione reggae.
- 1969, Harry J Allstars nell'album Liquidator
- 1970, Ben E. King nell'album Rough Edges.
- 1971, Charlotte Dada in versione "africana" in Ghana.
- 1974, i Bad Company nell'album Bad Company
- 1977, Phoebe Snow sull'album It Looks Like Snow.
- 1992, Annie Lennox come B-side del singolo Walking on Broken Glass.
- 1992, il gruppo danese The Sandmen sul loro album Sleepyhead.
- 1993, Ryan Paris.
- 1996, The Black Crowes dal vivo in alcuni concerti e poi ancora in seguito nel 2005.
- 1999, i Garbage dal vivo all'apertura del parlamento scozzese.[3]
- 1999, i Gene nella compilation To See The Lights.
- 2001, Stereophonics nella colonna sonora del film Mi chiamo Sam.
- 2003, Paul Weller nell'album Fly on the Wall - B Sides and Rarities.
- 2004, Greg Brown per l'album In the Hills of California.
- 2007, Dana Fuchs & Martin Luther McCoy nel film Across the Universe.
- 2008, i Maroon 5 in ReAct Now: Music & Relief.
- 2014, Paolo Nutini durante la promozione del suo album Caustic Love.

## Formazione
- John Lennon — voce, chitarra elettrica
- Paul McCartney — basso, cori
- George Harrison — chitarra elettrica, cori
- Ringo Starr — batteria
- Billy Preston  — piano elettrico